# 多瑙凱西區

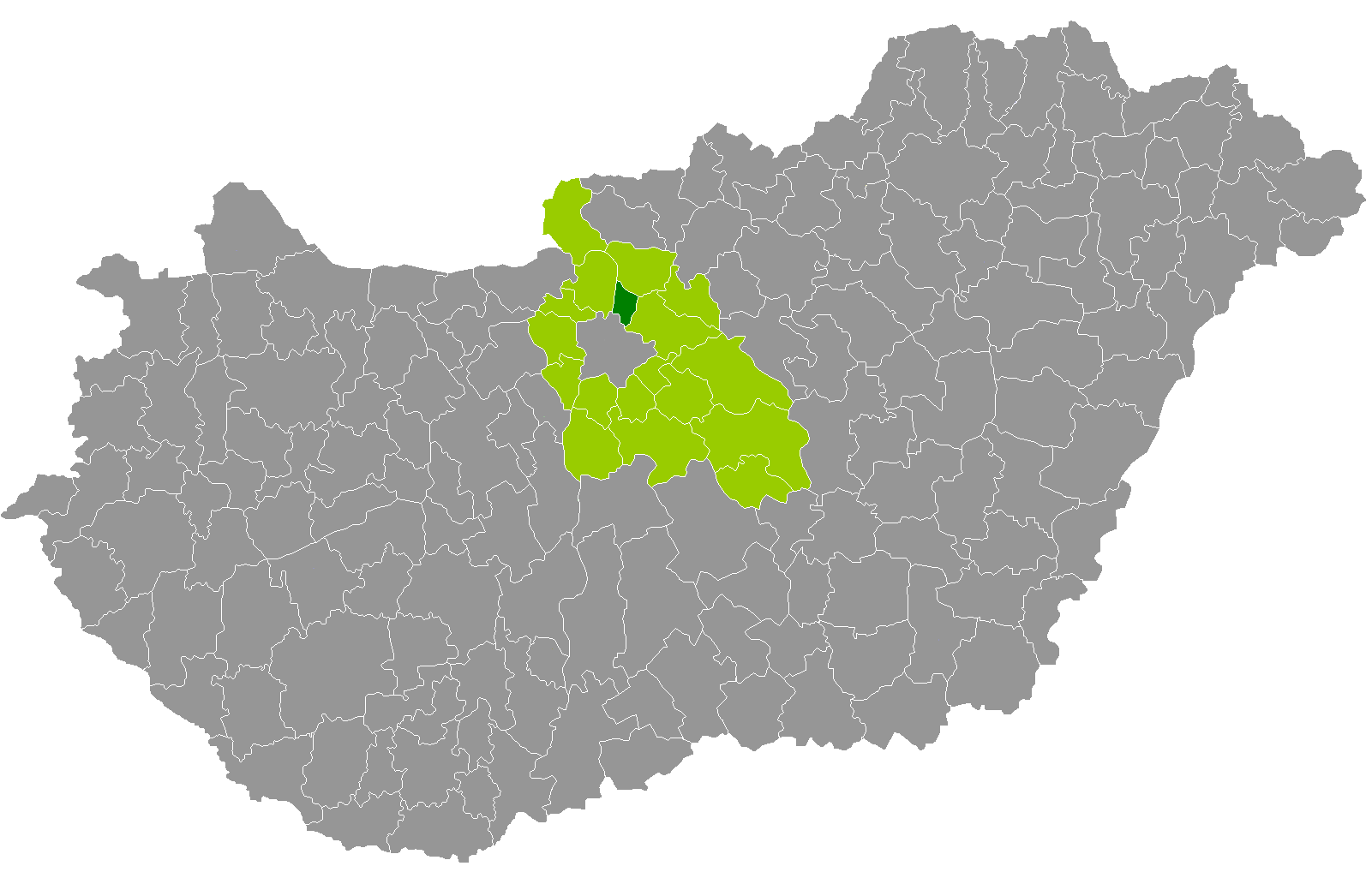

47°38′00″N 19°09′00″E / 47.6333°N 19.1500°E
多瑙凱西區（匈牙利語：Dunakeszi járás），是匈牙利佩斯州的一個區，位於該國北部，区府設於多瑙凱西，面積103平方公里，2011年人口78,634，人口密度每平方公里763人。

## 市镇
多瑙凱西區包含3个城镇和一个村庄。